# Myopsina
Sous-ordre
Synonymes
- sous-ordre Myopsida D'Orbigny, 1841

Les Myopsina (ou Myopsida) sont un sous-ordre de calmars. 
Il forme, avec Oegopsina, l'ordre des Teuthida, qui correspond aux calmars. Les membres de Myopsina se caractérisent entre autres par un gonoducte simple et non double, mais surtout par la présence sur leur œil d'une deuxième membrane, percée au niveau d'un pore de petite taille.

## Liste des familles
Selon World Register of Marine Species (16 mai 2016) et BioLib (16 mai 2016) :
- Australiteuthidae C. C. Lu, 2005 -- 1 espèce
- Loliginidae Lesuer, 1821 -- 11 genres

## Synonymes
- sous-ordre Myopsida D'Orbigny, 1841 (préféré par BioLib et WoRMS)[2]

## Galerie

Sepioteuthis sepioidea, un Loliginidae